# 齊藤誉哉
齊藤 誉哉（さいとう たかや、2001年1月2日 - ）は、ジャパンラグビーリーグワン埼玉パナソニックワイルドナイツに所属するラグビー選手。

## プロフィール
- 群馬県出身[1]。
- ポジションはスタンドオフ(SO)、センター(CTB)。
- 身長 181 cm、体重 93 kg
- U20日本代表候補に選ばれたことがある。

## 略歴
7歳からラグビーを始めた。
2019年、桐生第一高校卒業後、明治大学に入学。なお桐生第一高校時代、高校日本代表候補に選ばれたことがある。
2022年、明治大学ラグビー部の副将に就任。
2023年、明治大学卒業後、埼玉パナソニックワイルドナイツに加入。
2024年5月末からニュージーランド・ノースカンタベリーに留学。
2025年2月22日に行われたJAPAN RUGBY LEAGUE ONE第9節交流戦相模原ダイナボアーズ戦にて途中出場でリーグワン公式戦初出場を果たした。